# Coleophora trifariella
Coleophora trifariella là một loài bướm đêm thuộc họ Coleophoridae. Loài này có ở Đức và Ba Lan to bán đảo Iberia và Ý and from Pháp to România. There là một disjunct population in Belarus.
Ấu trùng ăn Chamaecytisus supinus, Coronilla, Cytisus scoparius, Genista pilosa, Genista tinctoria, Laburnum anagyroides, Lembotropis nigricans and Spartium junceum. They create an untidy lobe case of 7–8 mm composed of large leaf fragments. The mouth angle is about 45°. Ấu trùng có thể tìm thấy up đến tháng 6.

## Hình ảnh

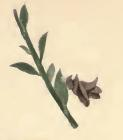
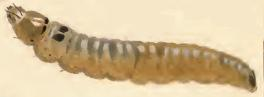